# Roland Schär
Roland Schär, (Mühlenfeld, 1 de juliol de 1950) va ser un ciclista suís, que fou professional entre 1976 i 1977. De la seva carrera esportiva destaca el triomf al Giro del Mendrisiotto.
Com a amateur va prendre part en els Jocs Olímpics de Múnic de 1972, en la prova de contrarellotge per equips.

## Palmarès
- 1975
  - 1r al Giro del Mendrisiotto
- 1976
  - Vencedor d'una etapa a la Setmana Catalana